# Ярцова, Любовь Аникитишна
Любовь Аникитишна Ярцова (1794—1876) — русская писательница и переводчица

, лауреат половинной Демидовской премии, согласно Русскому биографическому словарю под редакцией А. А. Половцова: «одна из лучших писательниц для детей».

## Биография
Любовь Ярцова родилась во Владимире 23 января 1794 года в дворянской семье; дочь главного начальника уральских заводов Аникиты Сергеевича Ярцова и Надежды Александровны (урождённая Львова, 1747-1822, родная сестра поэта, драматурга и музыканта Николая Львова). По материнской линии состояла в родстве с поэтом Г. Р. Державиным и несколько лет прожила в семье поэта, что не могло не повлиять на выбор профессии литератора.
Ей принадлежат следующие оригинальные сочинения и переводы: «Новый Робинзон, или Швейцарское семейство, претерпевшее кораблекрушение», перевод с французского (СПб., 1833—1834 гг.), 3 части; «Полезное чтение для детей», сборник оригинальных статей, 6 вып. (СПб., 1834—1836 гг.); «Счастливое семейство, или Полезное чтение для детей» (два изд., 2-е СПб., 1854 г.); «Первый день светлого праздника» (два изд., СПб., 1836 и 1857 г.; вошло в состав «Зеленой Библиотеки» Вольфа); «Прогулка с детьми по Киеву» (СПб., 1859 г.); «В каждом состоянии можно делать добро» — шесть повестей для юношества (СПб., 1860 г.); «Мальчик и девочка — сказка о диковинках невиданных и чудесах неслыханных» (СПб., 1858 г.); «Неистощимый кошелек», расск. для детей (СПб., 1861 г., также в «Зеленой Библиотеке»); «Новый год, масленица и Рождество Христово», расск. для детей (СПб., 1861 г., и «Зеленая Библиотека») и «Параша, дочь сельского священника».
В 1836 году писательница была отмечена малой золотой медалью, а два года спустя Ярцовой присудили половинную Демидовскою премию Петербургской Академии наук в размере 2500 рублей (довольно значительная по тем временам сумма).
Любовь Аникитишна Ярцова скончалась 11 декабря 1876 года в городе Санкт-Петербурге. Погребена в семейном некрополе Ярцовых-Львовых на приходском кладбище Посонского погоста (сейчас - церковь села Покровское Великооктябрьского сельского поселения Фировского района Тверской области) рядом со своими родителями и родными братьями - Павлом (1785-1843, майор) и Николаем (1787-1854, капитан). Надгробный памятник сохранился.